# Довера
Довѐра (на италиански: Dovera, на местен диалект: Duèra, Дуера) е малко градче и община в Северна Италия, провинция Кремона, регион Ломбардия. Разположено е на 73 m надморска височина. Населението на общината е 3854 души (към 2010 г.).